# Dacalana kurosawai
Dacalana kurosawai är en fjärilsart som beskrevs av Hayashi 1976. Dacalana kurosawai ingår i släktet Dacalana och familjen juvelvingar. Inga underarter finns listade i Catalogue of Life.

## Bildgalleri

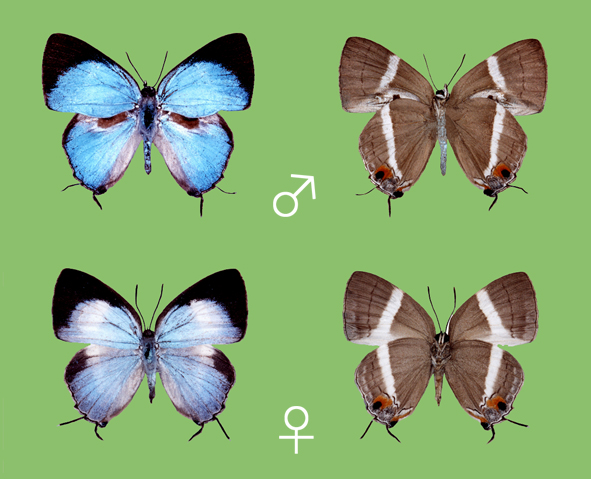